# Полоцкий уезд
По́лоцкий уе́зд (бел. Полацкі павет) — административная единица в составе Полоцкой губернии, Полоцкого наместничества, Белорусской губернии, Витебской губернии и Белорусской ССР, существовавшая в 1776—1924 годах. Центр — город Полоцк.

## История
Полоцкий уезд в составе Полоцкой губернии Российской империи был образован в 1776 году после 1-го раздела Речи Посполитой. С 1778 по 1796 годы относился к Полоцкому наместничеству, с 1796 по 1802 годы — к Белорусской губернии, с 1802 года — к Витебской губернии. В 1924 году Витебская губерния была упразднена и уезд перешёл в прямое подчинение Белорусской ССР.
В 1924 году уезд был упразднён.

## Население
По данным переписи 1897 года в уезде проживало 141 841 человек. В том числе белорусы — 103 686; евреи — 17 140; русские —  15 744; поляки — 2795, латыши — 1721. В уездном городе Полоцке проживало 20 294 человек, в местечке Сиротино — 1998 чел.

## Административное деление
В 1890 году в состав уезда входило 15 волостей:
| № п/п | Волость          | Волостное правление | Число селений | Население |
| ----- | ---------------- | ------------------- | ------------- | --------- |
| 1     | Александровская  | с. Горбачево        | 85            | 4500      |
| 2     | Андреевская      | околоток Мишковичи  | 52            | 3918      |
| 3     | Артейковичская   | околоток Сухой Бор  | 178           | 4873      |
| 4     | Бононская        | д. Литвинова        | 71            | 4398      |
| 5     | Владимирская     | с. Заборье          | 69            | 3326      |
| 6     | Вознесенская     | д. Альбрехтова      | 101           | 7309      |
| 7     | Евфросиньевская  | погост Соколице 1-е | 50            | 3079      |
| 8     | Замшанская       | с. Белое            | 89            | 5198      |
| 9     | Ловожская        | с. Ловож            | 90            | 8283      |
| 10    | Михаловщинская   | усадьба Любичи      | 85            | 7058      |
| 11    | Николаевская     | с. Тродовичи        | 128           | 7300      |
| 12    | Петро-Павловская | с. Оболь            | 98            | 6506      |
| 13    | Струнская        | имение Струнь 1-я   | 138           | 6698      |
| 14    | Туровлянская     | погост Туровль      | 86            | 6079      |
| 15    | Юрьевичская      | с. Юрьевичи         | 80            | 3920      |

В 1913 году в уезде также было 15 волостей.